# Rantau Panjang (Kumpeh)
Rantau Panjang is een bestuurslaag in het regentschap Muaro Jambi van de provincie Jambi, Indonesië. Rantau Panjang telt 1019 inwoners (volkstelling 2010).